# Dirk Shafer
Dirk Alan Shafer (Carbondale, 7 novembre 1962 – West Hollywood, 5 marzo 2015) è stato un modello e attore statunitense, noto per aver posato nudo numerose volte per la rivista Playgirl di cui fu eletto Man of the Year nel 1992.
Dal 2008 lavorava come personal trainer e istruttore di pilates. È stato trovato morto il 5 marzo 2015 all'età di 52 anni a bordo della sua auto. Dai primi accertamenti si è ritenuto che la causa della morte possa essere stata un infarto. In seguito ad autopsia si è riscontrata una quantità letale di cocaina e metanfetamina.

## Filmografia

### Attore
- Will & Grace (2001)
- Man of the Year (1995)

### Regista
- Circuit (2001)
- Man of the Year (1995)